# Sierra Maestra

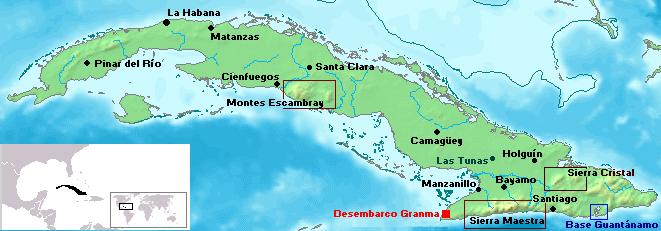
Mapa de Cuba. La Sierra Maestra se situa en el quadrat de la part inferior dreta de la imatge.

La Sierra Maestra és una serralada a la regió sud-oriental de Cuba, que transcorre principalment per les actuals províncies de Granma i Santiago de Cuba (i que travessava l'antiga Província d'Oriente). És rica en minerals, especialment en coure, manganès, crom, i ferro.
Es tracta de la serralada més gran del país, que forma un verd bastió que voreja la costa sud oriental de Cuba des de Cabo Cruz fins a la Punta de Maisie, a la badia de Guantánamo; té al voltant de 250 km de llarg per 60 d'ample. La seva alçada mitjana està entre els 300 i 1.500 m; hi destaquen per la seva alçada el Pico Cuba amb 1.872 m, i el Pico Suecia, amb 1.734 msnm. El seu punt més elevat és el Pic Turquino amb 2004, que és situat al cor de la serralada. El vessant sud, marítim, és pràcticament deshabitat; al vessant nord, més humit, hi ha conreus de cafè i explotacions mineres.
La Serra Mestra és un dels escenaris naturals més majestuosos de tota Cuba. S'hi troben magnífics parcs naturals com el Parc Nacional de Turquino, Parc Desembarcament del Granma, Parc Santo Domingo-la Sierrita, Parc Marea del Portillo. Tot això dona la possibilitat que la Sierra Maestra sigui un gran destí ecoturístic a l'illa de Cuba. El 1980 va ser declarada parc nacional.

## Valor històric

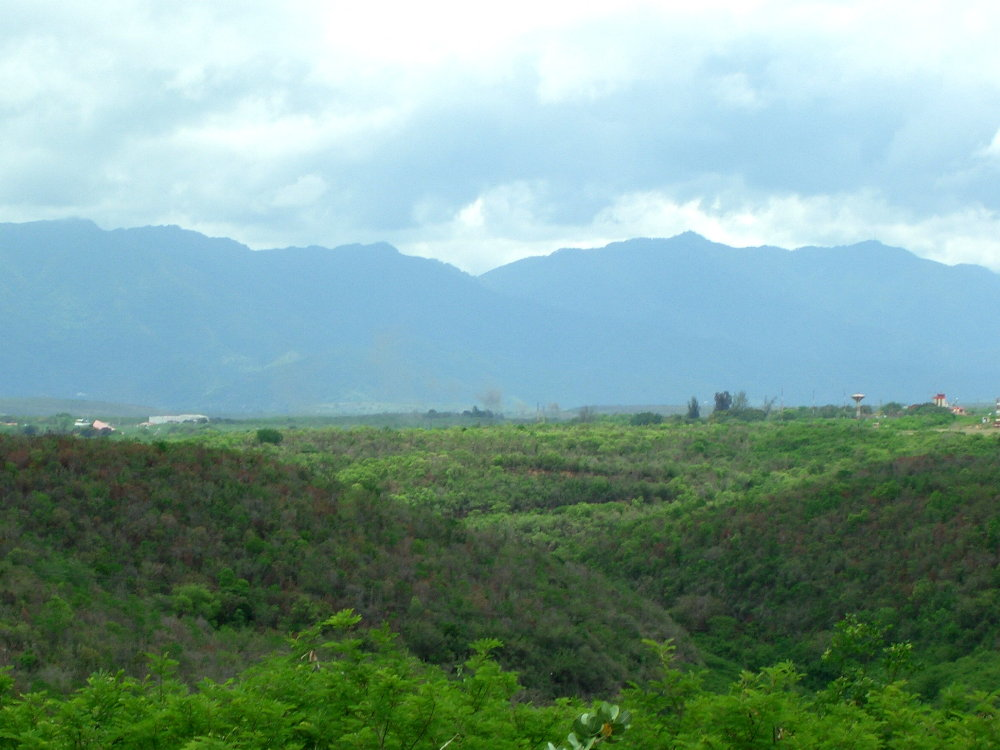
La Sierra Maestra

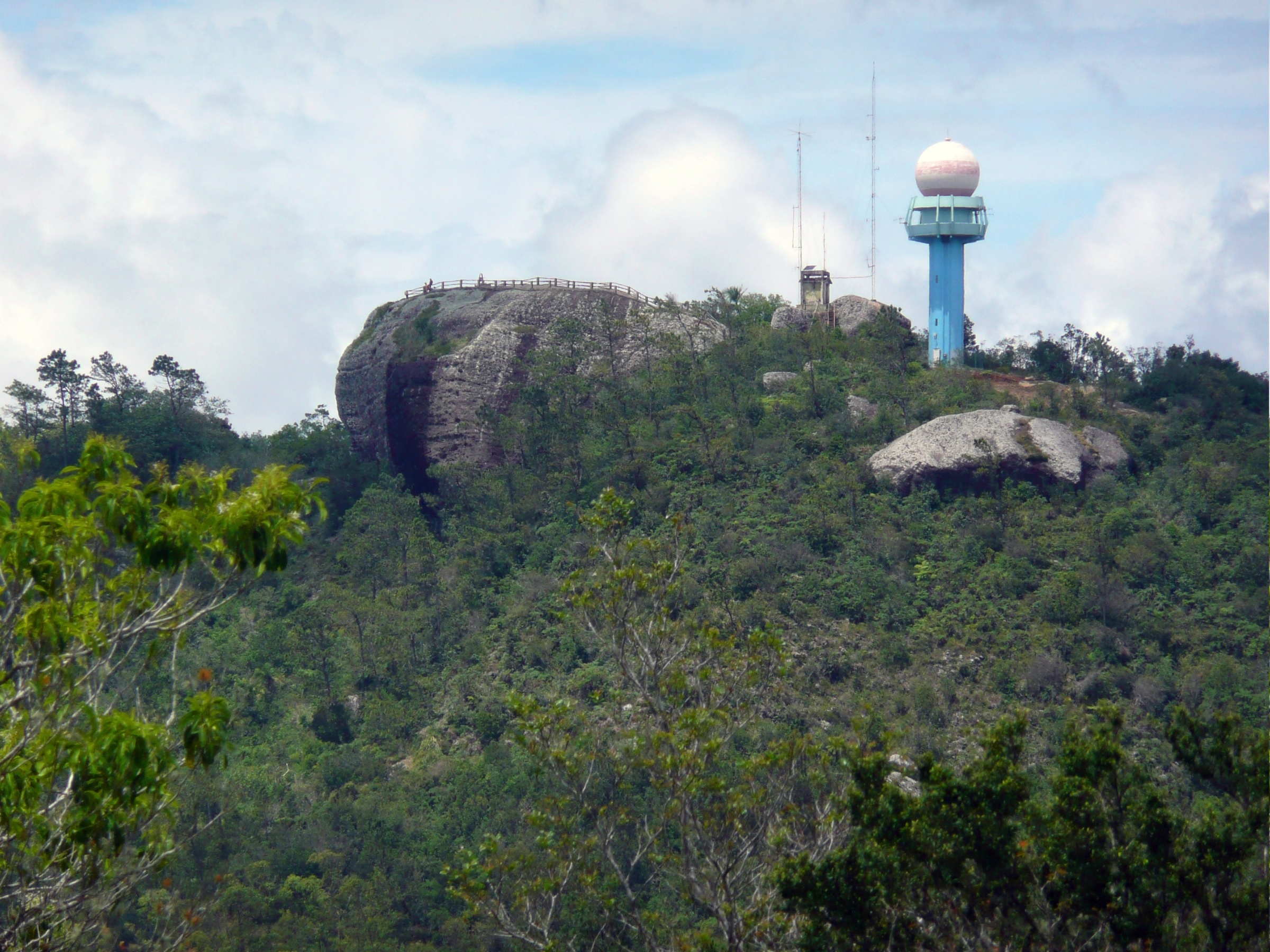
La Gran Piedra

La Sierra Maestra constitueix un lloc d'extraordinari valor històric per al poble cubà. Des de les lluites que van alliberar els aborígens taïnos contra els colonitzadors espanyols, després va ser el refugi dels negres esclaus que fugien de les plantacions de canya de sucre, també la Sierra Maestra va ser refugi de l'Ejército Rebelde en la lluita guerrillera de la revolta contra Batista. A la Sierra Maestra, Fidel Castro va dirigir les accions militars a l'illa, i s'hi van dur a terme importants combats liderats per personalitats de la història de Cuba com el Che Guevara, Raúl Castro, o Camilo Cienfuegos.

## Valor natural
Entre els atractius naturals de Sierra Mestra hi ha la Gran Pedra, una roca de 70 mil tones ubicada a 1.225 metres d'altitud. Es tracta de la tercera roca més gran del món i es troba registrada al Llibre Guinness dels Rècords.

## Producció i economia
S'hi conrea el millor cafè de tipus aràbic, la varietat de més qualitat en el món. Les plantacions de la Sierra Mestra permeten obtenir un cafè superior de fama mundial que s'exporta a diferents regions del planeta.